# Tennantita-(Fe)
La tennantita-(Fe) és un mineral de la classe dels sulfurs que pertany al subgrup de la tennantita.

## Característiques
La tennantita-(Fe) és una sulfosal de fórmula química Cu₆(Cu₄Fe₂)As₄S₁₂S. Va ser aprovada com a espècie vàlida per l'Associació Mineralògica Internacional l'any 2020. Cristal·litza en el sistema isomètric.
Segons la classificació de Nickel-Strunz, la tennantita-(Fe) pertany a «02.G - Nesosulfarsenits, etc. amb S addicional» juntament amb els següents minerals: argentotennantita-(Zn), giraudita, goldfieldita, hakita, selenoestefanita, estefanita, pearceïta, polibasita, selenopolibasita, cupropearceïta, cupropolibasita i galkhaïta.

## Formació i jaciments
Va ser descoberta a la Cornualla (Anglaterra), i ha estat descrita també en diversos indrets d'Europa, Rússia, Argentina i els Estats Units. Als territoris de parla catalana ha estat descrita a la mina «Iris 18» d'Escornalbou a Riudecanyes (Baix Camp, Tarragona).